# Jaden Springer
Pour les articles homonymes, voir Springer.
Jaden Tyree Springer, né le 25 septembre 2002 à Charlotte en Caroline du Nord, est un joueur américain de basket-ball mesurant 1,90 m et évoluant au poste d'arrière.

## Biographie

### Carrière universitaire
Entre 2020 et 2021, il joue pour les Volunteers du Tennessee.

### Carrière professionnelle

#### 76ers de Philadelphie (2021-février 2024)
Le 29 juillet 2021, il est sélectionné à la 28e position de la draft 2021 de la NBA par les 76ers de Philadelphie.
Lors de la saison 2022-2023, Springer évolue de nouveau avec les Blue Coats du Delaware, l'équipe de NBA G League affiliée au Sixers. L'équipe remporte le championnat et Springer est élu MVP des Finales.
En 2 ans avec les Sixers, il apparait dans moins d'une vingtaine de rencontres et est titulaire pour la première fois en fin de saison 2022-2023, alors que de nombreux joueurs sont mis au repos.

#### Celtics de Boston (février 2024-février 2025)
En février 2024, il est transféré aux Celtics de Boston.
En février 2025, il est échangé aux Rockets de Houston puis coupé dans la foulée.

#### Jazz de l'Utah (février-juillet 2025)
Le 20 février 2024, il signe un contrat de 10 jours avec le Jazz de l'Utah. Début mars 2025, il est prolongé au Jazz via un contrat de trois saisons, mais coupé à l'été 2025.

## Distinctions personnelles
- MVP des Finales de la NBA G League (2023)
- SEC All-Freshman Team (2021)
- McDonald's All-American (2020)

## Palmarès
- Champion NBA G League 2022-2023 avec les Blue Coats du Delaware.
- Champion NBA en 2024 avec les Celtics de Boston.

## Statistiques

### Universitaires
Les statistiques de Jaden Springer en matchs universitaires sont les suivantes :
| Saison    | Équipe    | Matchs | Titul. | Min./m | % Tir | % 3pts | % LF | Rbds/m. | Pass/m. | Int/m. | Ctr/m. | Pts/m. |
| --------- | --------- | ------ | ------ | ------ | ----- | ------ | ---- | ------- | ------- | ------ | ------ | ------ |
| 2020-2021 | Tennessee | 25     | 15     | 26,0   | 46,7  | 43,5   | 81,0 | 3,52    | 2,92    | 1,20   | 0,44   | 12,52  |
| Carrière  | Carrière  | 25     | 15     | 26,0   | 46,7  | 43,5   | 81,0 | 3,52    | 2,92    | 1,20   | 0,44   | 12,52  |